# 大場一央
大場 一央（おおば かずお、1979年7月1日 - ）は、日本の儒学者。早稲田大学や明治大学、国士舘大学などで非常勤講師を務める。専門は王陽明、水戸学など。学位は博士（文学）（早稲田大学）。

## 来歴
1979年、北海道札幌市生まれ。2002年、早稲田大学教育学部卒業。2009年、早稲田大学大学院文学研究科博士後期課程単位取得退学。 2010年、早稲田大学より博士（文学）を取得。

## 著作
- 『心即理　王陽明前期思想の研究』 汲古書院、2017年9月、ISBN　9784762965968
- 『武器としての「中国思想」』 東洋経済新報社、2023年10月、ISBN 9784492047446
- 『日本人と中国思想―日本型リーダーの原像』、SMBC経営懇話会、2024年8月、https://infolounge.smbcc-businessclub.jp/books/280
- 『戦う江戸思想　「日本」は江戸時代につくられた』 ミネルヴァ書房、2024年9月、ISBN 9784623097616

### 評価
- 文藝春秋、特集 2024年「わたしのベスト3」 BOOK倶楽部特別篇 民主主義VS伝統の復讐、與那覇潤氏
- 沖縄タイムス、読書欄(共同通信配信記事[6])、中野剛志氏
- 東京新聞、#書評　混迷の時代に古の知恵、荻原魚雷氏

## 連載
- 正論 (雑誌) 書評欄（2025年4月号～）(fujisan.co.jp）

### 過去の連載
- 表現者クライテリオン 危機と好機 安岡正篤の場合(通巻111号～113号)
- 産経新聞 日本の道統(2021年8月～2022年7月、大阪本社版夕刊）[7]
- 産経新聞 大場一央の古義解－言葉で紡ぐ日本－(2020年3月～2021年5月、九州・山口特別版）

## 関連人物
- 土田健次郎 - 早稲田大学大学院文学研究科で師事
- 中野剛志 - 産経新聞や正論 (雑誌)、東洋経済オンライン等で複数回対談